# Sonate pour piano no 3 d'Enesco
Pour les articles homonymes, voir Sonate pour piano (homonymie).
La Sonate no 3 pour piano en ré majeur, op. 24 no 3, est une œuvre du compositeur roumain Georges Enesco, écrite entre 1933 et 1935.

## Histoire
Enesco compose sa Troisième Sonate pour piano lors d'une période particulièrement sombre de sa vie. En septembre 1933, alors à Paris, Enesco est brusquement convoqué à Bucarest afin de prendre soin de Marouka Cantacuzène, sa future épouse, avec qui il a depuis 1914, des relations parfois troublées et qui subit une crise nerveuse. Enesco annule la totalité de ses obligations à l'étranger afin de la soigner pendant l'hiver ; puis il tombe malade lui-même, avec des problèmes cardiaques, l'obligeant à prolonger son congé tout le reste de l'année,. En août 1934, Marouka est hospitalisée de force avec un diagnostic de trouble anxieux dans une clinique de Purkersdorf, près de Vienne, à l'initiative de ses enfants (adultes), Constantin (« Bâzu ») et Alice Cantacuzène, qui par la suite ont pris des mesures pour s'assurer qu'elle ne serait plus autorisée à gérer ses propres affaires. Marouka  entre dans une phase dépressive aiguë, vivant dans un isolement total, dans l'obscurité et refusant de manger. Enesco prend en charge les frais causés par son état et se retire dans une chambre au sous-sol d'une maison louée sur la chaussée Kiseleff à Bucarest, où il se consacre tant qu'il peut à la composition.
La Sonate pour piano a été composée plutôt rapidement. Selon les annotations dans le manuscrit, le premier mouvement est terminé le 21 octobre 1933, suivi par le deuxième le 22 novembre, avec le finale achevé le 8 janvier 1934. Peu de temps après son achèvement, Enesco écrit à Edmond Fleg, librettiste de l'opéra Œdipe et rapporte le 30 janvier 1934 : « je me console en me réfugiant dans la composition. Le résultat est une nouvelle sonate... Elle est toute de gaieté, en contraste complet avec l'atmosphère qui l'entoure ! »,. Selon sa coutume, Enesco laisse au « repos » la partition pour un certain temps — pour se consacrer à l'orchestration du premier mouvement de sa Quatrième Symphonie — et reprend la sonate l'année suivante, afin d'effectuer quelques corrections sur les deuxième et troisième mouvements, terminées respectivement le 2 et le 11 mai 1935. 

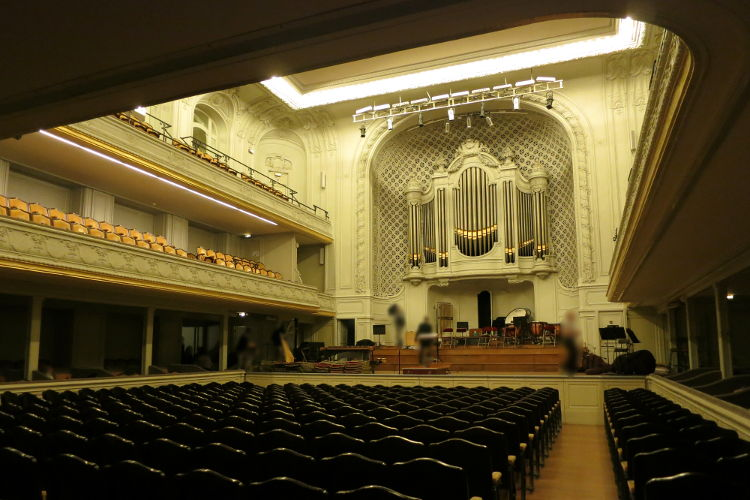
La Salle Gaveau, où est créée la Troisième Sonate, en 1938.

Enesco donne une lecture privée de la sonate pour un cercle d'amis à Bucarest, en juillet 1934, mais la création publique n'a lieu que le 6 décembre 1938, dans une interprétation du dédicataire de la partition, Marcel Ciampi, à la Salle Gaveau.
Enescu appelle l'œuvre Troisième Sonate pour piano. La Première Sonate, achevée en 1924, avait reçu le numéro d'opus 24 et, comme il l'a fait dans certains autres cas, le compositeur ajoute une nouvelle sonate, devenant le numéro 3 de l'opus 24. Ceci suggère qu'il devrait y avoir une Deuxième Sonate, mais aucune trace d'une telle œuvre n'a été trouvée. Lors d'une conférence sur Enesco tenue en 1967, Marcel Mihalovici, qui avait été un ami proche du compositeur, a déclaré que, quand il l'a questionné à propos de cette œuvre manquante, Enescu lui a répondu qu'il l'avait intégralement composée dans son esprit et qu'il l'écrirai un jour sur le papier. Mais ce jour n'est jamais venu avant la mort d'Enesco.

## Analyse
La sonate est en trois mouvements :
1. Vivace con brio
2. Andantino cantabile
3. Allegro con spirito

L'œuvre est de style à l'apparence néoclassique, avec une référence particulière aux clavecinistes comme François Couperin et Domenico Scarlatti, mais rappelant aussi Le Tombeau de Couperin de Maurice Ravel et la verve sarcastique de Prokofiev.
Le mouvement d'ouverture, virtuose, évoquant une bourrée, noté Vivace con brio, est dans la forme allegro de sonate, même si certains aspects restent ouverts à l'interprétation. Pascal Bentoiu y voit une adaptation un peu excentrique de la forme, avec deux réexpositions, séparées par un pont. 
Le deuxième mouvement en si majeur, Andantino cantabile, « est un mouvement ineffablement beau, où Enesco emprunte aux ménétriers de son pays l'art des mélopées nostalgiques, ornées d'une profusion d'arabesques, aux rythmes fluides, aux notes vibrantes ». Il prend pour thème principal une version modifiée du second thème du premier mouvement, avec un ton rêveur. D'abord présenté en monodie, puis suivi immédiatement par une variante harmonisée,. En dépit des effets sinueux (la mesure change sans cesse), du caractère méditatif, alors que « le temps s’immobilise, désagrégé par le rubato » et les motifs au caractère de doïna, les petites notes, les trilles d'oiseaux, ce mouvement central est moulé dans une forme sonate, mais cette fois, avec deux sections de développement, une réexposition exceptionnellement longue et complexe, et une coda.
Le finale est un « rondo capricieux », développé surtout à partir du second thème du mouvement lent. Il commence avec des figurations qui sont décrites comme « le tintement des cloches » et, après une brève interruption, développe une implacable espèce de toccata, dans un flux continu jusqu'à la fin du mouvement. Dans le processus, tous les matériaux de mouvements qui précèdent sont revisités et transformés en un « tour de force de recombinaison cyclique ».